# Cork Opera House
La Cork Opera House (en inglés: Cork Opera House) es un teatro y ópera en Cork, en la República de Irlanda. Fue construido originalmente en 1855, y fue modelado sobre la base de una plantilla que el arquitecto había utilizado para los edificios de exhibición en la Exposición Industiral irlandesa. Sin embargo, desde entonces, su existencia ha sido discontinua, después de haber sobrevivido a la quema de gran parte de Cork por las fuerzas británicas, en represalia por una emboscada de un convoy militar en el año 1920 por parte de los rebeldes irlandeses, la Ópera, sin embargo, fue incendiada en el año de su centenario con una combinación de viejo cableado y materiales de madera. Aunque Cork hasta entonces se había jactado de la presencia de un teatro adecuado en alguna forma por más de 250 años, no fue hasta 1963 que la Ópera fue reconstruida totalmente y reabierta.